# Система безперервної подачі чорнил

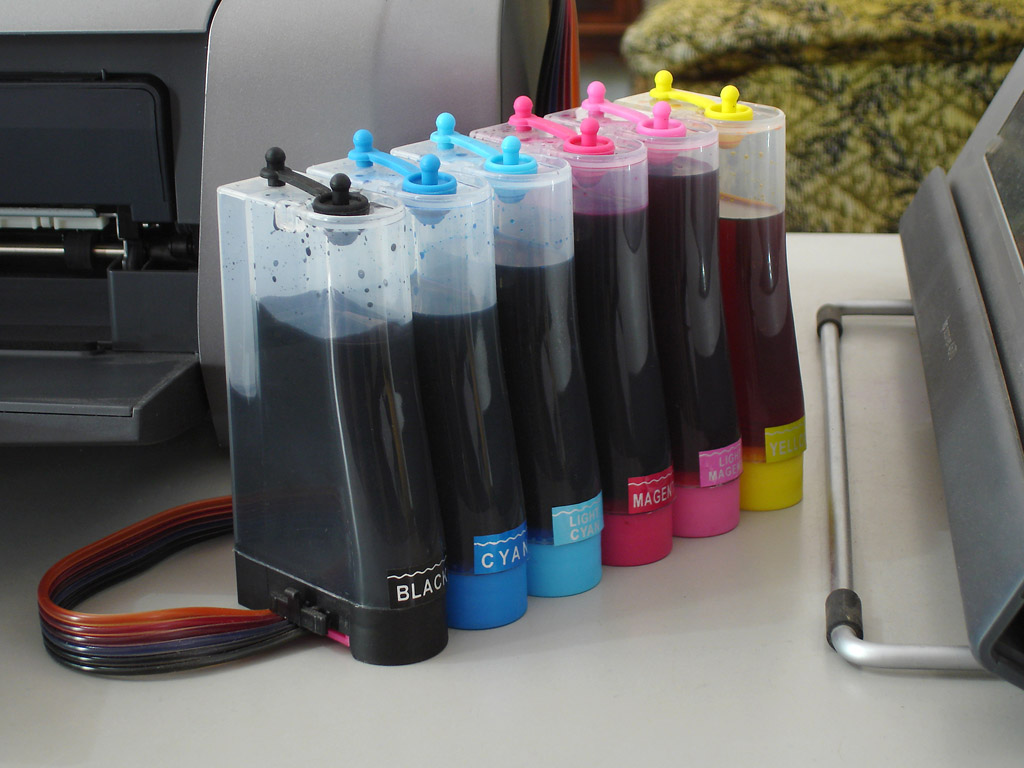
Ємкості системи безперервної подачі чорнил.

Система безперервної подачі чорнила, СБПЧ — додатковий (або вбудований в корпус) пристрій для струменевого принтера, що подає чорнила до друкуючої голівки з зовнішніх ємностей-донорів. Завдяки СБПЧ витрати на друк значно знижуються і користувач отримує економію, яка вимірюється в тисячах відсотків.
Пристрій складається з ємностей-донорів для чорнил, з'єднаних силіконовим шлейфом з системними картриджами, які ідентичні оригінальним, але не мають всередині звичайного наповнювача. Оскільки СБПЧ повністю герметична (крім відсіку стабілізації тиску), розрідження компенсується надходженням чорнила з ємностей-донорів по багатоканальному шлейфу в картриджі СБПЧ. Таким чином, досягається необхідна постійна наявність чорнила в друкуючій голівці. Використання СБПЧ дозволяє досягти економії при друку у 20-30 разів в порівнянні з оригінальними картриджами.

## Переваги застосування СБПЧ
- Установка пристрою не вимагає яких-небудь змін в конструкції принтера і займає близько 15 хвилин. Заправка СБПЧ не вимагає спеціальних навичок і може проводитися самим користувачем.
- Висока стабільність якості друку — забезпечується постійністю тиску в друкуючій голівці принтера, не залежних від зменшення рівня чорнила в ємностях-донорах;
- Збільшення продуктивності принтера — немає потреби витрачати час на заміну картриджів, прочищення друкувальної головки;
- Зниження вартості друку у 20-30 разів (залежно від використання альтернативних чорнил і виду принтера). Проте слід врахувати, що при якісному друку вартість фотопаперу складає значну частину вартості відбитка. Водночас зниження собівартості самого друку стає настільки істотним, що виправдовує використання принтера в комерційних цілях: друк фотографій, використання в копі-центрах, дизайнерські роботи, застосування у виготовленні сувенірів та інше. При цьому використання СБПЧ практично не має обмежень по термінах і вимірюється сотнями тисяч відбитків. За деякими оцінками, при використанні системи безперервної подачі чорнил ціна принтера окупається в 70-100 разів.
- Підвищення безпеки під час друку — відсутність ризику виходу з ладу друкуючої головки принтера через потрапляння повітря при зміні картриджів;
- Збільшення ресурсу друкуючої головки;
- Друк великими обсягами без ризику зупинки внаслідок повної витрати чорнил картриджа;
- Можливість поповнення запасу чорнила різного кольору відповідно до їх реальних витрат;
- Можливість використовувати будь-яке чорнило, які оптимально відповідають конкретному випадку. Наприклад, використовуючи сублімаційні чорнила, можна переносити зображення на матеріали для сублімації (чашки, тарілки та інше), а також на синтетичні тканини.

## Недоліки застосування СБПЧ
- Більшість недоліків при використанні СБПЧ є результатом окремого придбання принтера та СБПЧ, оскільки виробники постійно вносять в принтери незначні зміни, які можуть впливати на встановлення СБПЧ.
- СБПЧ сумісні не з усіма струменевими принтерами. Це пояснюється невідповідністю дати випуску принтера і дати виготовлення чипів СБПЧ.
- Переважна більшість фірм-виробників принтерів відмовляються від гарантій при переобладнанні принтера і використанні сумісних витратних матеріалів.
- Переміщення принтера з місця на місце, будь-яка зміна положення в просторі слід проводити з максимальною акуратністю. В іншому випадку переміщення ємностей по висоті може призвести до заливки всього принтера чорнилом через підвищену різницю тисків. У штатних резервуарах такої небезпеки зазвичай немає.
- Обслуговування принтера з СБПЧ дещо складніше, ніж зі звичайними картриджами.
- При тривалих простоях принтера є ймовірність висихання чорнила безпосередньо в чорнильному шлейфі, що як правило веде до виходу друкувальної голівки з ладу.
- Неможливо змішувати оригінальні чорнила з чорнилами сторонніх виробників: для хорошої роботи друкувального пристрою необхідно використовувати чорнило однієї марки. Часта зміна чорнила або їх змішування може призвести до засмічення друкуючої головки принтера, що призводить до поломки пристрою.

## СБПЧ і виробники принтерів
Останнім часом спостерігається тенденція виробників друкувальних пристроїв ускладнювати установку СБПЧ на сучасні принтери для сторонніх, не залежних від них фінансово фірм. Компаніям-виробникам невигідно, коли користувачі, що купили принтер, використовують СБПЧ замість покупки оригінальних картриджів (зазвичай дорогих і таких, що швидко закінчуються). Наприклад, компанія Epson часто змінює прошивку чипів на своїх принтерах, тому може вийти, що чипи на картриджах або на СБПЧ, куплених у сторонніх виробників, не підтримують версію принтера (якщо різниця між датою випуску принтера і датою реалізації становить менше 4-х місяців). Для запобігання установки чорнильного шлейфу від СБПЧ використовуються конструктивно більш закриті й недоступні кришки принтерів, електронні чипи контролю на картриджах, й інші способи, які ускладнюють, встановлення подібних систем.

## Компанії-виробники СБПЧ
У цей час на ринку витратних матеріалів спостерігається гостра конкуренція фірм-виробників. Розвиток технологій кольорового струменевого друку не міг не привести до розвитку цілої галузі індустрії, що працює над вдосконаленням старих і розробкою нових фарбувальних складів, поділеної між виробниками струменевих принтерів. Попит на СБПЧ обумовлений стрімким розвитком цифрових технологій, що спостерігається в останні роки. Технічний прогрес призвів до широкого поширення цифрової фототехніки й, як наслідок, збільшив попит на друк знімків в домашніх умовах. Також використання СБПЧ широко поширене у фотостудіях, оскільки дозволяє значно скоротити витрати на виробництво. На пострадянському просторі можна виділити такі компанії-виробники СБПЧ як Ciss, ColorWay, Inksystem, Inktec (Росія), Liteprint, Lucky Print, Resetters, Revkol, Printchip (Білорусь) й WWM (Україна), Printer-SNPCH (Україна), Patron (Україна), NewTone, RealColor.